# الحكومة السورية (ديسمبر 1936)
تشكلت حكومة جميل مردم بك الأولى بالمراسيم  من 1047 إلى 1051 بتاريخ 21 كانون الأول 1936 المنشورة بالجريدة الرسمية للجمهورية السورية العدد /48/ لعام 1936· وقبلت استقالتها بالمرسوم رقم 169 بتاريخ 23 شباط  1939 المنشور بالجريدة الرسمية للجمهورية السورية العدد /8/ لعام 1939·
هي الحكومة العشرين في تاريخ سوريا الحديث، والخامسة في عهد الجمهورية السورية الأولى، والأولى في عهد هاشم الأتاسي. كما أنها أول حكومة يكون جميع أعضائها من الكتلة الوطنية. مكثت هذه الحكومة في السلطة زمانًا طويلاً بمعايير الحكومات السورية في عهد الجمهورية الأولى فاق السنتين. وفي عهدها تم إقرار النشيد الوطني الذي لا يزال معتمدًا حتى اليوم. وأقرّت المعاهدة السورية الفرنسية لعام 1936، غير أن فرنسا رفضت تطبيقها. وفي أواخر عهد الحكومة أقرّ فصل لواء إسكندرون، ومنحه حكمًا مستقلاً، ثم أدت احتجاجات 1939، إلى استقالتها مفتتحة سلسلة من الأزمات الحكومية، يوم 18 فبراير 1939.

## تعديلات
- بتاريخ 22 آذار 1938 استقال شكري القوتلي احتجاجا على على تفرد رئيس الحكومة بالقرارات المتعلقة بالسياسات المالية للدولة.[4]
- بتاريخ 26 تموز 1938 عدلت الحكومة على الشكل التالي:[5]
  - جميل مردم بك وزيرا للدفاع الوطني
  - لطفي الحفار وزيرا لمالية
  - فايز الخوري وزيرا للاقتصاد الوطني

## التشكيل الوزاري
تألفت حكومة جميل مردم بك الأولى من الوزراء:
| المنصب               | الصورة | شاغل المنصب        | الحزب          | الحزب | في المنصب من        | في المنصب حتى | ملاحظات |
| -------------------- | ------ | ------------------ | -------------- | ----- | ------------------- | ------------- | ------- |
| رئيس الوزراء         |        | جميل مردم بك       | الكتلة الوطنية |       | 21 كانون الأول 1936 | 23 شباط 1939  |         |
| وزير الاقتصاد الوطني |        | جميل مردم بك       | الكتلة الوطنية |       | 21 كانون الأول 1936 | 26 تموز 1938  |         |
| وزير الاقتصاد الوطني |        | فايز الخوري        | الكتلة الوطنية |       | 26 تموز 1938        | 23 شباط 1939  |         |
| وزير الدفاع الوطني   |        | شكري القوتلي       | الكتلة الوطنية |       | 21 كانون الأول 1936 | 22 آذار 1938  |         |
| وزير الدفاع الوطني   |        | جميل مردم بك       | الكتلة الوطنية |       | 26 تموز 1938        | 23 شباط 1939  |         |
| وزير المالية         |        | شكري القوتلي       | الكتلة الوطنية |       | 21 كانون الأول 1936 | 22 آذار 1938  |         |
| وزير المالية         |        | لطفي الحفار        | الكتلة الوطنية |       | 26 تموز 1938        | 23 شباط 1939  |         |
| وزير الخارجية        |        | سعد الله الجابري   | الكتلة الوطنية |       | 21 كانون الأول 1936 | 23 شباط 1939  |         |
| وزير الداخلية        |        | سعد الله الجابري   | الكتلة الوطنية |       | 21 كانون الأول 1936 | 23 شباط 1939  |         |
| وزير العدلية         |        | عبد الرحمن الكيالي | الكتلة الوطنية |       | 21 كانون الأول 1936 | 23 شباط 1939  |         |
| وزير المعارف         |        | عبد الرحمن الكيالي | الكتلة الوطنية |       | 21 كانون الأول 1936 | 23 شباط 1939  |         |

| سبقه حكومة عطا الأيوبي الأولى | الحكومات في سوريا كانون الأول 1936 - شباط 1939 | تبعه حكومة لطفي الحفار |

## الملاحظات
1. ↑  تشير بعض المصار إلى التعديل الذي تم في 26 تموز 1938 على أنه تشكيل وزاري مستقل

## روابط خارجية
- الحكومات السورية على موقع رئاسة مجلس الوزراء
- الحكومات السورية على موقع مجلس الشعب السوري
- وزارات الدولة على بوابة الحكومة الإلكترونية السورية
- الوزارات والهيئات الحكومية على موقع مجلس الشعب السوري